# سیسیل دی
سیسیل دی (انگلیسی: Cecil B. Day; ۱۰ دسامبر ۱۹۳۴ – ۱۵ دسامبر ۱۹۷۸) کارآفرین اهل ایالات متحده آمریکا بود، که در سال ۱۹۷۰ شرکت دیز این را تأسیس کرد.